# Saint-Louet-sur-Seine
Saint-Louet-sur-Seine era una comuna francesa que estaba situada en el departamento de Mancha, de la región de Normandía, que entre 1795 y 1800 pasó a formar parte de la comuna de Trelly.

## Demografía
La comuna constaba en 1793 con 160 habitantes.